# Аранаускас, Леонас Семёнович
Леонас (Леонид) Семёнович Арана́ускас (12 декабря 1921, Каунас, Литва — 25 февраля 2015, Москва, Россия) — советский и российский архитектор литовского происхождения.

## Биография
Леонас Аранаускас родился 12 декабря 1921 года в Каунасе. В 1949 году окончил Московский архитектурный институт. Начал трудовую деятельность в Минске, в Белпроекте, и спустя 6 лет стал руководителем архитектурной мастерской. Разработал десятки индивидуальных проектов жилых домов для центра Минска, а также ряд типовых проектов для строительства на окраинах.
С 1955 по 1965 год работал в Москве в МНИИТЭП. За этот период он выпустил типовые проекты жилых домов серий 1-504 и 1-511, а также проекты магазинов, столовых и объектов культурно-бытового назначения. Принимал участие в застройке 9-го экспериментального квартала Новых Черёмушек. Для 10-го экспериментального квартала Новых Черёмушек спроектировал и построил торговый центр, за что был удостоен диплома 1-й степени Мосгорисполкома. Позднее работал руководителем бригады в мастерской № 16 управления «Моспроект-2». Являлся одним из авторов комплекса административных зданий в Ипатьевском переулке. Этот проект получил 1-ю премию на конкурсе проектов, осуществлённых в натуре по управлению «Моспроект-2» за период 1967—1971.
Автор выставочного здания на Красной Пресне (1973). Вместе с Борисом Тхором и Михаилом Посохиным проектировал спортивный комплекс «Олимпийский» (1980), за создание которого удостоен Ленинской премии (1982). Также проектировал магазины, торговые центры, кинотеатры, клубы, административные здания, занимался книжной иллюстрацией.
Член Союза архитекторов СССР с 1952 года. Член секции жилых и торговых зданий Московского отделения Союза архитекторов.
Скончался 25 февраля 2015 года в Москве. Похоронен на Даниловском кладбище.

## Награды и премии
- Премия Совета Министров СССР (1972)[2]
- Ленинская премия (1982) — за проект спорткомплекса «Олимпийский» (сов. с М. В. Посохиным и Б. И. Тхором)